# Alicia de Courtenay
Alicia de Courtenay (francés: Alix; 1160 – 12 de febrero de 1218) fue una noble francesa, hija de Pedro I de Courtenay y  hermana de Pedro II de Courtenay, emperador latino de Constantinopla. Alicia se casó dos veces; con su tercer marido, el conde Aymer de Angulema, fue la madre de la reina inglesa Isabel de Angulema.

## Familia
Alicia nació en 1160, y fue una de los diez hijos de Pedro I de Courtenay e Isabel de Courtenay (hija de Renauld de Courtenay y Hawise du Donjon). Su familia era una de las más distinguidas de Francia: sus abuelos paternos fueron el rey Luis VI de Francia y Adela de Saboya. Su hermano mayor Pedro se convirtió en emperador latino de Constantinopla en 1216.
El primer marido de Alicia fue Andrés, señor de La Ferté-Gaucher (Champaña), con quien se casó después del año 1169. Tras la muerte de Andrés en 1177, contrajo nupcias con el conde Guillermo I de Joigny, y la pareja tuvo un hijo, el conde Pedro de Joigny (m. 1222). El matrimonio se divorció hacia 1184. En una carta fechada en 1180, consta que el conde Guillermo, con el beneplácito de Alicia, donó propiedades a la abadía de Pontigny. Hacia 1186, Alicia se casó con su tercer marido, Aymer de Angulema. Ese año Aymer sucedió a su hermano, Guillermo V, como conde de Angulema. De la unión nació una hija, Isabel (h. 1188 – 1246). Aymer falleció el 16 de junio de 1202, y le sucedió su hija. Ésta se había casado con el rey Juan de Inglaterra en 1200.
Alicia murió el 12 de febrero de 1218, a los 58 años de edad.